# Trafik i Mälardalen
Trafik i Mälardalen (TiM) var en biljett- och trafiksamverkan för lokaltrafik och regionaltåg i Mälardalen. Samverkan omfattade tågoperatören SJ samt de regionala kollektivtrafikmyndigheterna i Stockholms län, Södermanlands län, Uppsala län, Västmanlands län och Örebro län. Samverkan upphörde den 30 september 2017. Det ersattes av ett nytt trafikavtal mellan  Mälardalstrafik MÄLAB och SJ. 

## Trafik
Samarbetet omfattade SJ-tåg mellan stationer i aktuella län. Biljetter gällde på SJ:s Regional- och InterCitytåg inom området, på sträckorna:
- Linköping C – Norrköping C – Nyköping C – Stockholm C – Uppsala C – Gävle C
- Stockholm C – Enköping C – Västerås C – Örebro C – Hallsberg - Laxå
- Sala – Västerås C – Eskilstuna C – Flen – Norrköping C (UVEN)
- Stockholm C – Katrineholm C – Hallsberg
- Stockholm C – Eskilstuna C – Arboga ( – Örebro – Hallsberg)

## Biljetter
SJ sålde biljetter och månadskort via självbetjäningsutrustning på alla stationer man trafikerar i området, via ombud, samt SJ Resebutik på Stockholm C.
Periodkort fanns att köpa som gäller på såväl tåg som tunnelbana, spårvagn och buss inom lokaltrafiken i TiM-området.
Resenärer kunde även använda SJ:s elektroniska resekort – "SJ Regionalkortet" – laddat med reskassa och/eller månadsperiod för att köpa biljetter med i SJ Regionalautomater eller -kortläsare på stationer inom TiM-området. Biljettpriserna subventioneras inte med skattemedel utan linjerna drevs av SJ med vissa avgångar upphandlade som tilläggstrafik.
TiM-biljetter gällde inte hos Östgötatrafiken eller X-Trafik, utan endast på tåg till och från Norrköping, Linköping och Gävle, samt inom tätortstrafiken i dessa tre städer.

## Ägande
TiM ägdes till hälften av SJ och till hälften av Mälardalstrafik MÄLAB AB.

## Bildgalleri

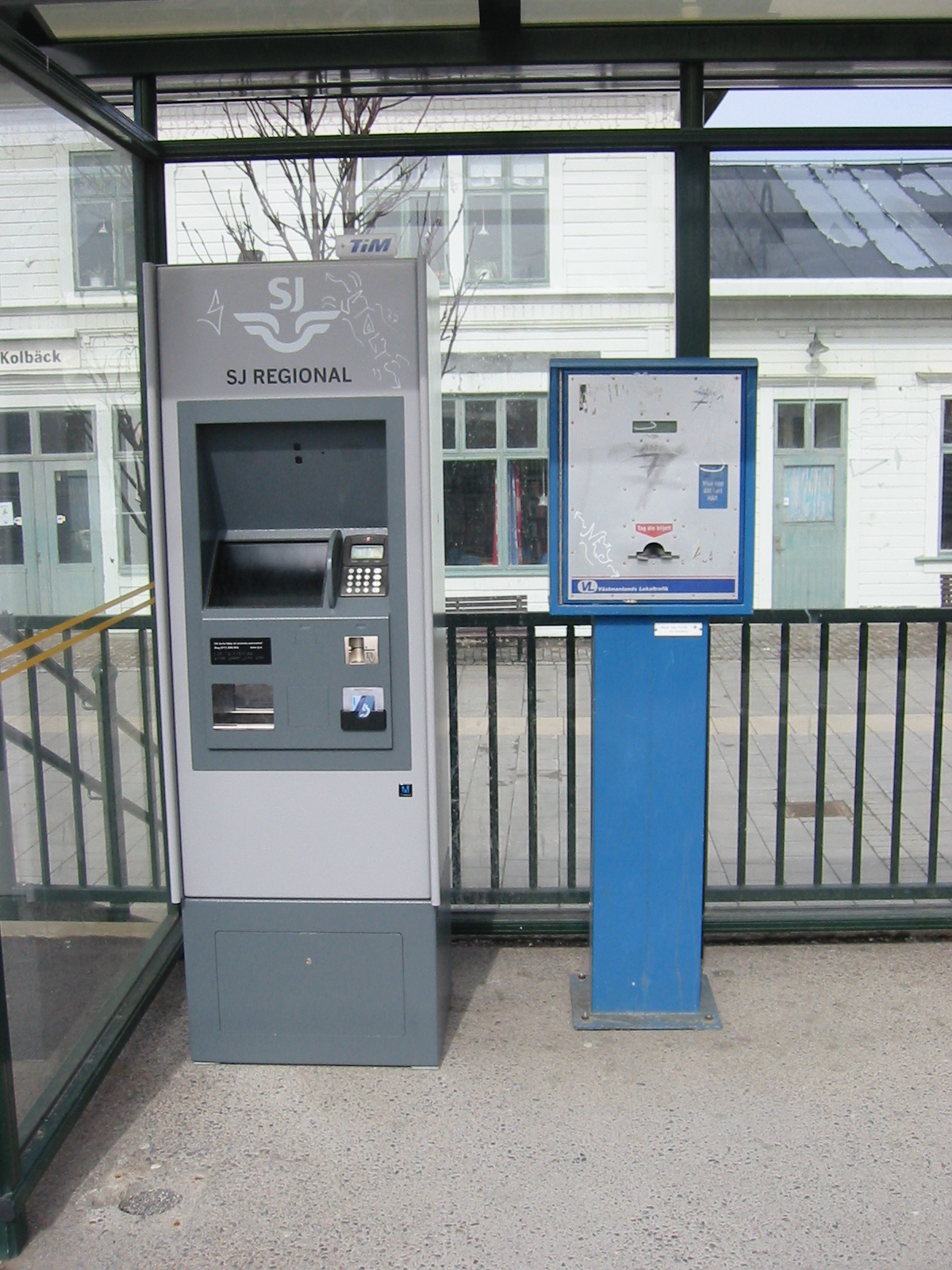
Den vänstra biljettautomaten är en SJ Regionalautomat
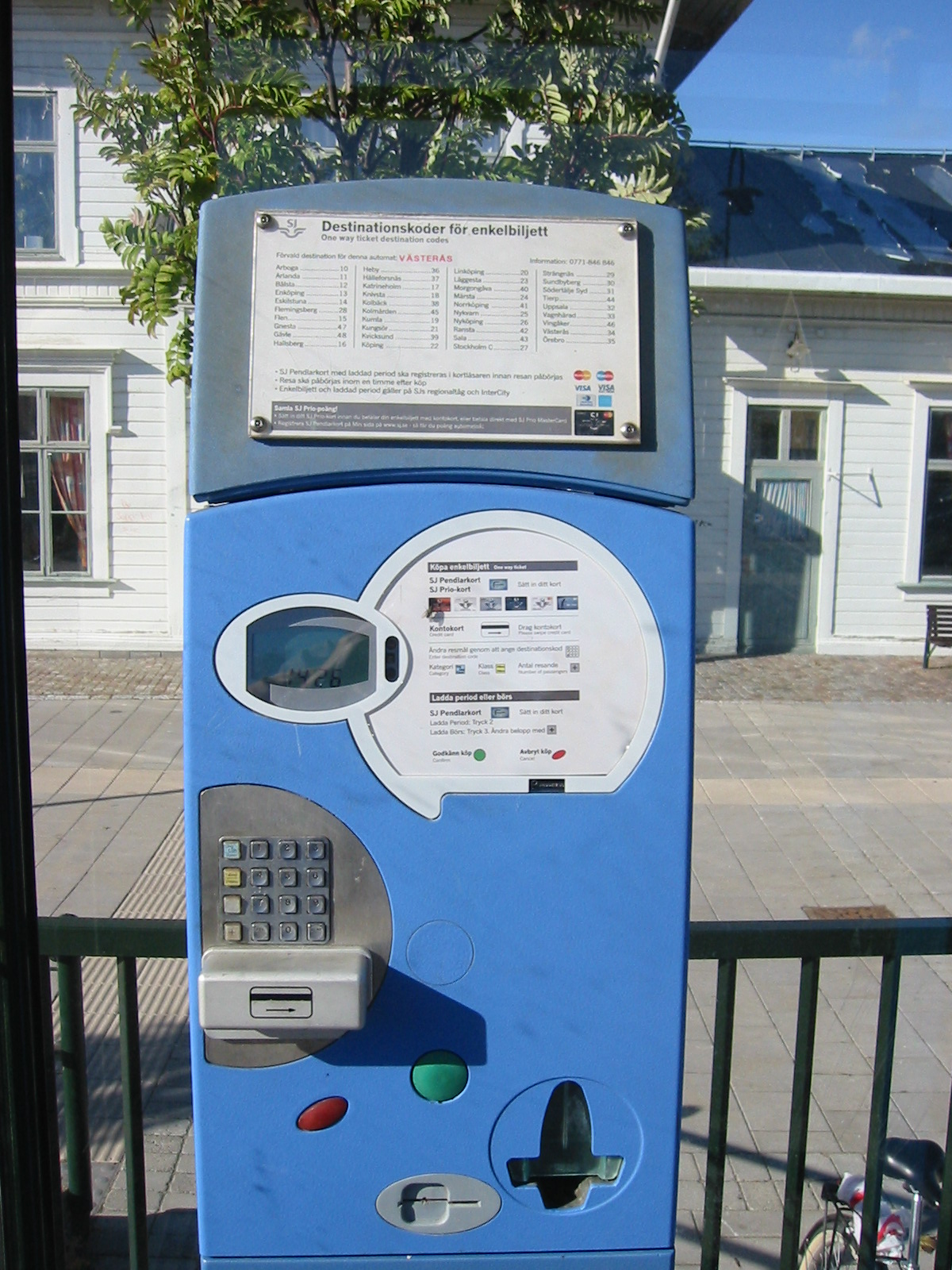
TiM biljettautomat t.o.m. 2011